# رونی جانسن
جین رونی جانسن (به انگلیسی: Jean Ronny Johnsen) (زاده ۱۰ ژوئن ۱۹۶۹) بازیکن سابق فوتبال اهل نروژ است که در دوران بازیگری در پست‌های دفاع و هافبک دفاعی بازی می‌کرد.
جانسن در کشورهای ترکیه، انگلستان و نروژ بازی کرد و ۶۲ بازی ملی و ۳ گل ملی نیز در کارنامه دارد، از جمله بازی در جام جهانی ۱۹۹۸.